# Phytomyza achilleae
Phytomyza achilleae este o specie de muște din genul Phytomyza, familia Agromyzidae, descrisă de Erich Martin Hering în anul 1932.
Este endemică în Germania. Conform Catalogue of Life specia Phytomyza achilleae nu are subspecii cunoscute.